# Паздрен
Паздрен или пасјаковина, пасји дрен, пасја кркавина, зелени трн (Rhamnus cathartica), је врста малог дрвета из одељка скривеносеменица и из породице кркавине (Rhamnaceae). Пореклом је из Европе, северозападне Африке и западне Азије, насељава простор од централних Британских острва на северозападу, до Марока на југу и Киргистана на истоку. Увезен је у Северну Америку као украсни грм почетком 19. века, или можда и раније, и натурализован у северној половини континента и класификован као инвазивна врста у неколико држава САД и у канадској провинцији Онтарио.

## Опис
Паздрен је мало дрво које расте до 10 метара висине, кора дрвета је сиво-браон боје, а гране су трновите. Лишће је елипсасто или овално, дужине 25-90 мм и ширине 12-35, зелено је и у јесен мења боју у жуту. Цветови су жућкасто-зелени и имају четири латице. Плод је глобуларна црна бобица пречника 6-10 мм и садржи 2-4 семена.
Ову врсту је прво Карл фон Лине назвао Rhamnus catharticus, али овај правопис је исправљен у cathartica, јер је име Rhamnus женског рода.

## Токсичност
Семе и лишће је умерено отровно за људе и животиње, али птице их једу. Токсини изазивају грчеве желуца и имају лаксативни ефекат који можда има функцију у ширењу семена. Хемијска једињења одговорна за овај лаксативни ефекат су антрахинон и емодин. Име врсте cathartica се односи на овај ефекат.
R. cathartica је 1994. била повезана са настанком идиопатичног неуролошког обољења код коња, иако патоген није званично препознат. У тестовима, где су глодари храњени лишћем и стабљикама R. cathartica, метаболисање гликогена је постало абнормално и гликоген се таложио у цитоплазми ћелија јетре. Поремећај метаболисања гликогена доводи до дијабетеса код човека.

## Употреба
Дрво је чврсто и густо, али се мало користи.

## Екологија
Rhamnus cathartica је толерантна на сеновите пределе и умерено је брзог раста и кратког живота.

### Алелопатија
Секундарна једињења, конкретно емодин, пронађени су у плодовима, листовима и кори биљаке, и могу је заштити од инсеката, биљоједа и патогена.

### Инвазивне врсте

#### У Северној Америци
Паздрен је натурализована и инвазивна у неким деловима Северне Америке. Rhamnus cathartica има конкурентску предност у односу на локално дрвеће и жбуње у Северној Америци, јер листа пре локалних врста.
Rhamnus cathartica је такође повезан са инвазивним европским глистама (Lumbricus) у северном делу Средњег запада Северне Америке. Уклањање Rhamnus cathartica довело је до смањења од око 50% популације инвазивних глисти.